# بليك سيمز
بليك سيمز (بالإنجليزية: Blake Sims)‏ هو لاعب كرة القدم الكندية أمريكي، ولد في 3 يناير 1992 في غينسفيل في الولايات المتحدة.